# فيلي فينكلر
فيلي فينكلر (بالألمانية: Willi Winkler)‏ (24 أغسطس 1903 بفورمس في ألمانيا - 12 مايو 1967) هو لاعب كرة قدم ألماني في مركز الهجوم. شارك مع منتخب ألمانيا لكرة القدم. أما مع النوادي، فقد لعب مع فورماتيا فورمز ‏.

## وصلات خارجية
- فيلي فينكلر على موقع قاعدة بيانات كرة القدم.إي يو (الإنجليزية)
- فيلي فينكلر على موقع ناشيونال فوتبول تيمز (الإنجليزية)
- فيلي فينكلر على موقع عالم كرة القدم.نت (الإنجليزية)